# Marija Drakslar
Marija Drakslar (partizansko ime Marjana), slovenska družbenopolitična delavka, * 23. junij 1903, Ljubljana, † 30. maj 1973, Ljubljana.

## Življenje in delo
Članica Komunistične partije Jugoslavije (KPJ) je postala 1925, bila je članica pokrajinskega komiteja KPJ za Slovenijo in 1930 mestnega komiteja KPJ za Ljubljano.  Zaradi revolucionarne dejavnosti je bila večkrat zaprta. Od 1936 je bila članica rajonskega komiteja Šiška-Bežigrad. Pred 2. svetovno vojno pa je delovala še v Delavski ženski zvezi, pri Rdeči pomoči in SKOJu. Po okupaciji je kot ilegalka delala v Ljubljani pri organiziranju žensk in ljudske pomoči. Od julija do decembra 1942 je bila v Šercerjevem in Krimskem bataljonu Notranjskega odreda. Bila je članica inciativnega in nato glavnega odbora Slovenske protifašistične ženske zveze, poslanka na zbou odposlancev slovenskega naroda v Kočevju. Politično je delala v Polhograjskih Dolomitih, na Dolenjskem in v Beli krajini, od jeseni 1944 na Štajerskem. Po osvoboditvi je kot načelnica oddelka ministrstva za socialno politiko organizirala oskrbo bosanskih in vojvodinskih otrok- vojnih sirot. V letih 1948−1956 je bila zaposlena v upravi za kadre in v zgovinskem oddelku Centralnega komiteja Komunistične partije Slovenije. Za udeležbo v narodnoosvobodilni borbi je bila odlikovana s partizansko spomenico 1941.